# Robert Carlyle
Robert Carlyle (ur. 14 kwietnia 1961 w Glasgow) – brytyjski aktor teatralny, filmowy i telewizyjny.

## Życiorys
Carlyle, Szkot z urodzenia, zainteresował się aktorstwem w wieku 21 lat. Zawodu uczył się w szkołach w Glasgow, grał na scenach teatralnych i występował w produkcjach telewizyjnych. W filmie debiutował u Kena Loacha w Riff-Raff (1990). Szerszej publiczności stał się znany w połowie lat 90., dzięki serii ról w głośnych brytyjskich produkcjach. Był kochankiem duchownego w kontrowersyjnym Księdzu, zagrał agresywnego rzezimieszka w Trainspotting, największe uznanie przyniosła mu rola robotnika zakładającego zespół striptizerski w przewrotnej komedii Goło i wesoło – kreacja została uhonorowana nagrodą BAFTA.
Występuje w produkcjach amerykańskich – w Świat to za mało był przeciwnikiem Jamesa Bonda, w miniserialu Hitler: Narodziny zła zagrał niemieckiego dyktatora. W 2006 roku zagrał Durzę w filmie Eragon.
Za swe dokonania został odznaczony Orderem Imperium Brytyjskiego IV klasy (OBE).

## Filmografia

### Seriale TV
- 1984: The Bill jako Tom Ward (gościnnie)
- 1993-96: Dr Fitz (Cracker) jako Albie Kinsella (gościnnie)
- 1995-97: Hamish Macbeth  jako Hamish Macbeth
- 2001:  24 godziny (24), jako Carl Benton (gościnnie)
- 2008: The Last Enemy jako Russell
- 2009: Gwiezdne wrota: Wszechświat jako dr Nicholas Rush
- 2011-18: Dawno, dawno temu jako Rumplestiltskin/Pan Gold[1]

### Filmy kinowe
- 1990: Silent Scream jako Big Woodsy
- 1990: Riff-Raff jako Steve
- 1993: Być człowiekiem (Being Human) jako Shamen
- 1993:  Safe jako Nasty
- 1994:  Marooned jako Peter
- 1994: Ksiądz (Priest), jako Graham
- 1995: Go Now jako Nick Cameron
- 1996: Pieśń Carli (Carla’s Song) jako George
- 1996: Trainspotting jako Begbie
- 1997: Twarz (Face) jako Ray
- 1997: Goło i wesoło (The Full Monty) jako Gaz
- 1998: Kariera Jo Jo (Looking After Jo Jo) jako John Joe ‘Jo Jo’ McCann
- 1999: Drapieżcy (Ravenous) jako Colqhoun / pułkownik Ives
- 1999: Prochy Angeli (Angela’s Ashes) jako Malachy
- 1999: Plunkett i Macleane (Plunkett & Macleane) jako Plunkett
- 1999: Świat to za mało (The World Is Not Enough) jako Viktor Zokas (Renard)
- 2000: Czarodziejskie buty Jimmy’ego[2] jako Eric Wirral
- 2000: Niebiańska plaża (The Beach) jako Daffy
- 2001: Formuła (The 51st State) jako Felix DeSouza
- 2001: Droga do wolności (To End All Wars) jako Campbell
- 2002: Pewnego razu w Midlands (Once Upon a Time in the Midlands) jako Jimmy
- 2002:  Black and White) jako David O’Sullivan
- 2003: Hitler: Narodziny zła (Hitler: The Rise of Evil) jako Adolf Hitler
- 2004: Proch, zdrada i spisek (Gunpowder, Treason & Plot) jako król James I
- 2004: Dead Fish jako Danny Devine
- 2005: Detektyw Monroe (Class of '76) jako detektyw Tom Monroe
- 2005: Dziewczyny z przemytu (Human Trafficking) jako Sergei Karpovich
- 2005: Benny Lynch jako narrator
- 2005: Waleczny Celt (The Mighty Celt) jako O
- 2005: Marilyn Hotchkiss’ Ballroom Dancing and Charm School) jako Frank Keane
- 2006: Born Equal jako Robert
- 2006: Eragon jako Durza
- 2007: 28 tygodni później (28 Weeks Later) jako Don
- 2007: Totalna zagłada (Flood) jako Bob
- 2008: 24 godziny: Wybawienie (24: Redemption) jako Carl Benton
- 2008: Summer jako Shaun
- 2008: I Know You Know jako Charlie
- 2008: Stone of Destiny jako John MacCormick
- 2009: The Tournament jako Joseph Macavoy
- 2009:  The Meat Trade jako Alec Doyle
- 2017:  T2 Trainspotting  jako Begbie
- 2019:  Yesterday jako John Lennon